# Sepiella
Sepiella Gray, 1849 è un genere di molluschi cefalopodi della famiglia Sepiidae.

## Tassonomia
Il genere comprende le seguenti specie:
- Sepiella cyanea Robson, 1924
- Sepiella inermis (Van Hasselt, 1835)
- Sepiella japonica Sasaki, 1929
- Sepiella mangkangunga Reid & Lu, 1998
- Sepiella ocellata Pfeffer, 1884
- Sepiella ornata (Rang, 1837)
- Sepiella weberi Adam, 1939